# ハリー・グレイ
ハリー・グレイ（Harry Barkus Gray、1935年11月14日 - ）は、アメリカ合衆国の化学者である。カリフォルニア工科大学の化学の教授である。

## キャリア
ケンタッキー州ウッドバーン出身。1957年に西ケンタッキー大学で化学の学士号を得た。その後、ノースウェスタン大学のフレッド・バソロらの下で無機化学の研究を行い、1960年に博士号を得た。1960年から1961年にはフェローとしてコペンハーゲン大学で、金属錯体中の電子の構造の研究等を行った。
フェローの期間が終わると、彼はニューヨークに戻ってコロンビア大学に職を得、1961年から1963年に助手、1963年から1965年に准教授、1965年から1966年まで教授を務めた。
1966年にはカリフォルニア工科大学に移籍した。2000年王立協会外国人会員選出。

## 研究
グレイの研究範囲は、複数領域の広い範囲にまたがり、無機化学、生化学、生物物理学、生物無機化学等に及ぶ。これらの研究テーマは電子移動反応によって繋がっている。
過去20年に渡って、グレイらは無機の酸化還元剤でラベルした金属タンパク質中での長距離の電子転移反応の反応速度を測定してきた。現在は、タンパク質ラジカルの中間体がどのように長距離の電子転移を加速するかの解明を目的としている。ルビジウム、オスミウム、レニウムで修飾したヒ酸塩還元酵素等の結晶中での電子転移速度を測定する新しい手法が開発された。この手法では光増感剤を結晶に結合させ、生化学的な反応のダイナミクスを研究する新しい強力なツールとなった。

## 受賞歴
- 1970年 ACS純粋化学賞
- 1979年 レムセン賞
- 1984年 センテナリー賞
- 1986年 ライナス・ポーリング賞
- 1990年 アメリカ化学者協会ゴールドメダル
- 1991年 プリーストリー賞
- 1992年 ウィラード・ギブズ賞
- 2000年 ハーヴェイ賞
- 2003年 米国科学アカデミー賞化学部門、ウィリアム・H・ニコルズ賞
- 2004年 ウルフ賞化学部門、ベンジャミン・フランクリン・メダル
- 2009年 ウェルチ化学賞
- 2018年 F・A・コットン・メダル

### ウルフ賞
2004年、グレイは「生物無機化学の草分けとしての働き、タンパク質の構造とタンパク質中の長距離電子移動の新奇な原理の解明に対する貢献」に対してウルフ賞化学部門を受賞した。
グレイは、金属錯体の化学結合、無機反応の機構、無機化合物の分光学や磁気化学等に対しても大きな貢献をした。彼の、最初の三方晶系プリズムの研究はそのようなものの1つである。中でも最も重要な仕事は、化学と生物の学際にある。生物無機化学の草分けとして、彼は生体中での原子レベルの電子伝達の解明など、多くの重要な貢献を行った。

## 主な論文
- Electron Tunneling Through Water: Oxidative Quenching of Electronically Excited Ru(tpy)22+ (tpy=2,2':6,2"-terpyridine) by Ferric Ions in Aqueous Glasses at 77 K, A. Ponce, H. B. Gray, and J. R. Winkler, J. Am. Chem. Soc. 2000, 122, 8187-8191.
- Bond-Mediated Electron Tunneling in Ruthenium-Modified High-Potential Iron-Sulfur Protein, E. Babini, I. Bertini, M. Borsari, F. Capozzi, C. Luchinat, X. Y. Zhang, G. L. C. Moura, I. V. Kurnikov, D. N. Beratan, A. Ponce, A. J. Di Bilio, J. R. Winkler, and H. B. Gray, J. Am. Chem. Soc. 2000, 122, 4532-4533.
- Electron Tunneling in Biological Molecules, J. R. Winkler, A. J. Di Bilio, N. A. Farrow, J. H. Richards, and H. B. Gray, Pure Appl. Chem. 1999, 71, 1753-1764.
- Optical Detection of Cytochrome P450 by Sensitizer-Linked Substrates, I. J. Dmochowski, B. R. Crane, J. J. Wilker, J. R. Winkler, and H. B. Gray, Proc. Natl. Acad. Sci. USA 1999, 96, 12987-12990.
- Substrates for Rapid Delivery of Electrons and Holes to Buried Active Sites in Proteins, J. J. Wilker, I. J. Dmochowski, J. H. Dawson, J. R. Winkler, and H. B. Gray, Angew. Chem. Int. Ed. 1999, 38, 90-92.
- Protein Folding Triggered by Electron Transfer, J. R. Telford, P. Wittung-Stafshede, H. B. Gray, and J. R. Winkler, Acc. Chem. Res. 1998, 31, 755-763.
- Electron Transfer in Proteins, H. B. Gray and J. R. Winkler, Annu. Rev. Biochem. 1996, 65, 537-561.
- Protein Folding Triggered by Electron Transfer, T. Pascher, J. P. Chesick, J. R. Winkler, and H. B. Gray, Science 1996, 271, 1558-1560.
- Electron-Tunneling in Proteins - Coupling Through a b-Strand, R. Langen, I-J. Chang, J. P. Germanas, J. H. Richards, J. R. Winkler, and H. B. Gray, Science 1995, 268, 1733-1735.
- Mechanism of Catalytic Oxygenation of Alkanes by Halogenated Iron Porphyrins, M. W. Grinstaff, M. G. Hill, J. A. Labinger, and H. B. Gray, Science 1994, 264, 1311-1313